# Verfassung der Stadt und Republik Bern

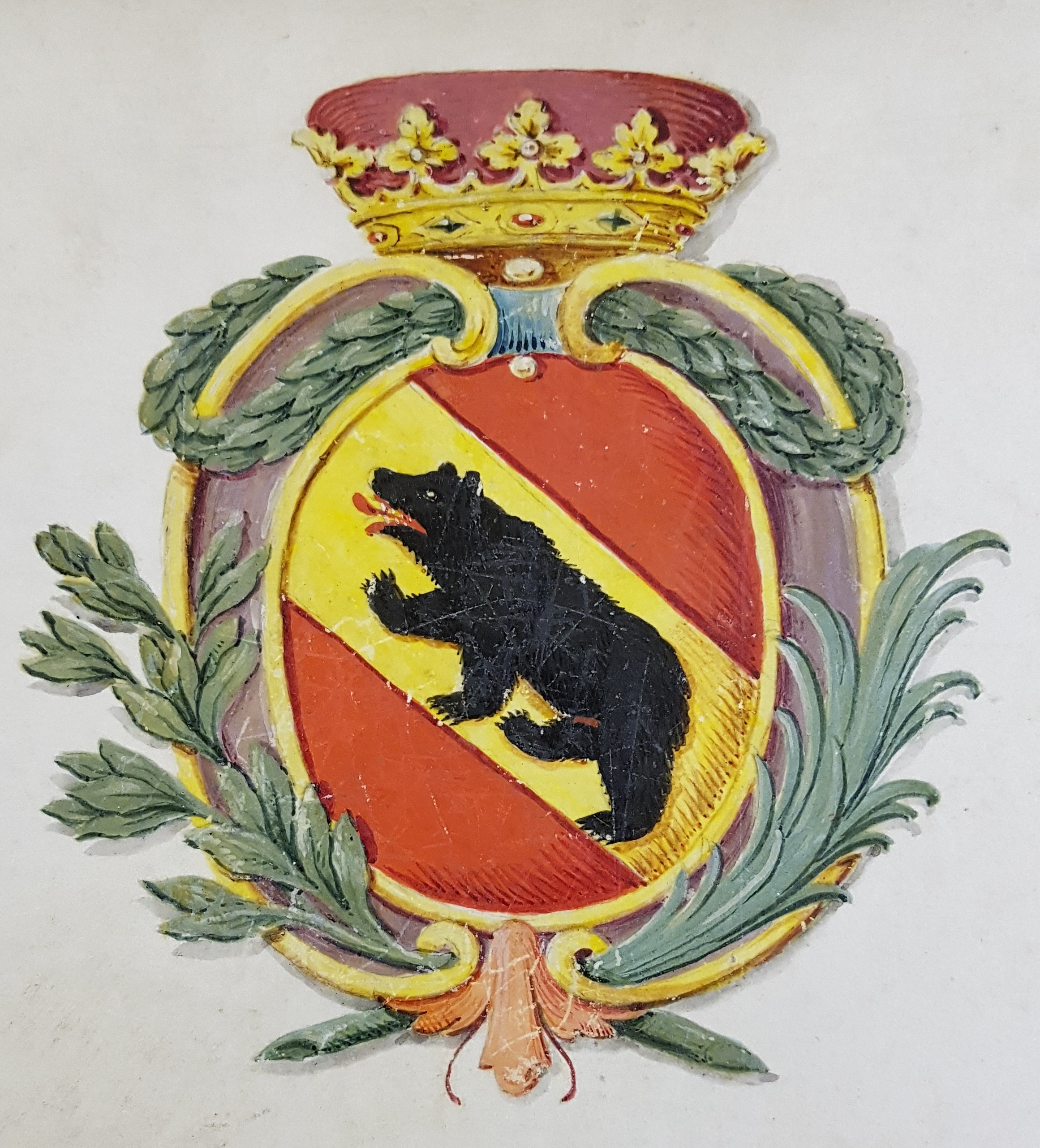
Wappen der Stadt und Republik Bern (1790)

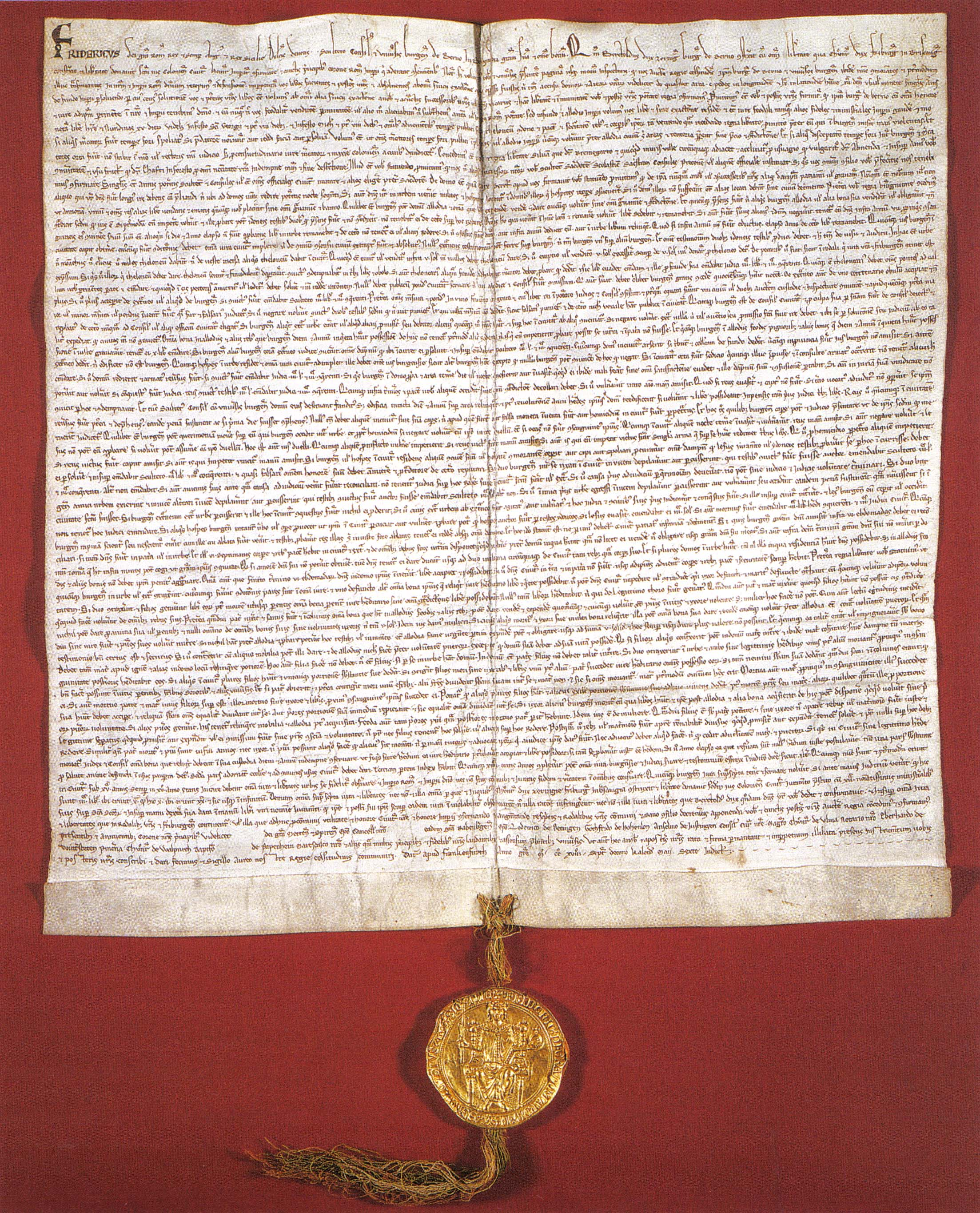
Goldene Handfeste (datiert 1218)

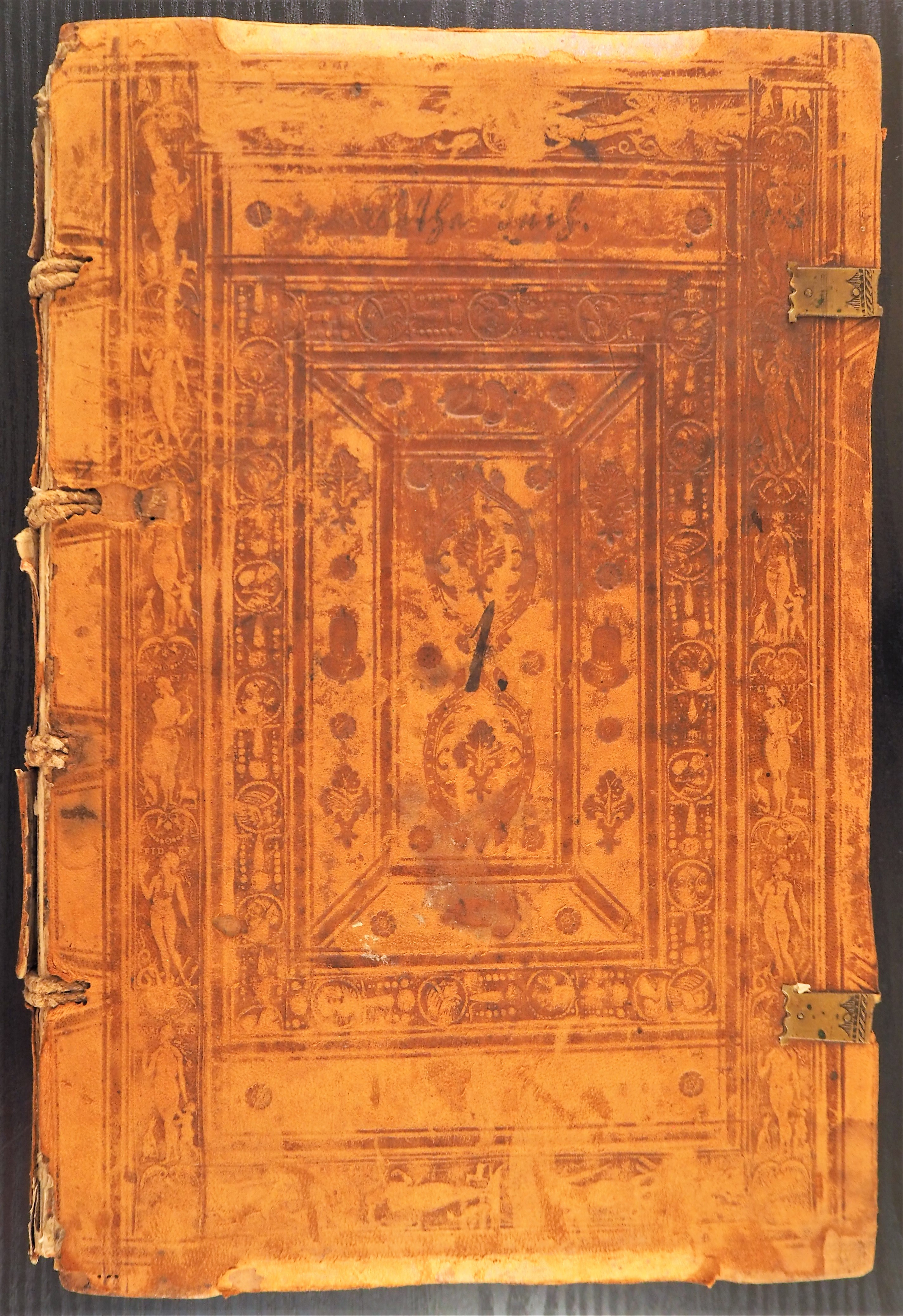
Ältestes erhaltenes Rotes Buch (1549)

Die Verfassung der Stadt und Republik Bern basierte auf der 1218 datierten, sogenannten Goldenen Handfeste, nach dem Vorbild der Stadt Freiburg im Breisgau. 1293 bestätigte König Adolf in Zürich die Goldene Handfeste und sah Stadt und Republik Bern in einer zweiten Urkunde alles nach, was sie sich während der letzten Reichsvakanz (Juli 1291 bis Mai 1293) an Rechten angeeignet hatten. Die Goldene Handfeste wurde durch Satzungen laufend ergänzt. Die dadurch entstandene Rechtssammlung bildete faktisch die Verfassung. Teile der Stadtsatzungen erhielten aufgrund des für diese Sammlung jeweils beim Bucheinband verwendeten roten Samts den Begriff Rotes Buch. Im Gegensatz zu den Gerichtsatzungen (Zivil- und Prozessrecht) und den Chorgerichtsatzungen (Eherecht, Sittengesetzgebung), welche ab 1615 im Druck erschienen, durfte das Rote Buch nicht gedruckt werden. Mitglieder des Grossen Rats konnten sich eine Abschrift erstellen lassen. 
Exekutive, Legislative und Judikative waren nicht abgegrenzt. Der Schultheiss war zugleich Mitglied des Kleinen Rats (Exekutive), des Grossen Rats (Legislative) und der Gerichtsbesatzung (Judikative). Die Mitglieder des Kleinen Rats gehörten immer auch dem Grossen Rat an. Die Gerichtsbesatzung wurde durch Mitglieder des Kleinen und des Grossen Rats gebildet, seit dem 16. Jahrhundert existierten eine deutsche und eine welsche Appellationskammer als Rekursinstanz.

## Grosser Rat

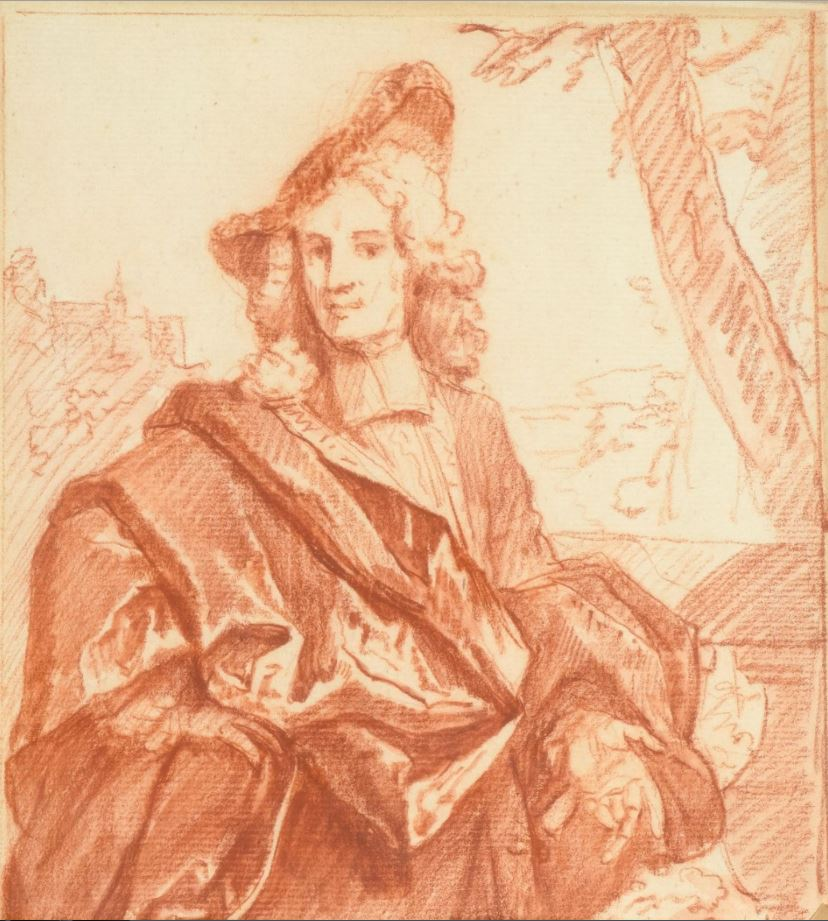
Mitglied des Grossen Rats, Porträtskizze von Johann Rudolf Huber (um 1710)

Der unter dem Vorsitz des Schultheissen tagende bernische Grosse Rat wurde im Rahmen der Verfassungsreform von 1294 geschaffen. Mit dem Grossen Rat schufen die gewerbetreibenden Stadtbürger ein Gegengewicht zu dem durch den städtischen Adel dominierten Kleinen Rat. Jeder Gewählte hatte innert 14 Tagen das bernische Burgerrecht anzunehmen (wenn er es noch nicht besass) und eine Rüstung zu beschaffen. Bis 1619 wurde der Grosse Rat jährlich ergänzt, im Verlauf des 17. Jahrhunderts erfolgten die Ergänzungswahlen immer seltener, bis schliesslich 1642 beschlossen wurde, eine Wahl nur dann anzusetzen, wenn die Mitgliederzahl unter 200 gefallen sein sollte. Mehr als 300 Mitglieder durften auf keinen Fall mehr gewählt werden. Die Wahl erfolgte bis 1591 nach den vier Stadtvierteln. Je vier Vertreter der vier Stadtviertel wählten als Wahlmänner (die «Sechzehner») zu Ostern je 50 Mitglieder des Grossen Rats. Die Sechzehner und die Mitglieder des Kleinen Rats gehörten dem Grossen Rat ursprünglich nicht an. 
Im 15. Jahrhundert wurde die Mitgliedschaft im Grossen Rat erstmals durch eine Satzung erschwert, indem Berner fünf Jahre und Eidgenossen zehn Jahre in Bern ansässig sein mussten. Die ursprüngliche Anzahl von 200 Mitgliedern («Rat der Zweihundert») wuchs im Spätmittelalter allmählich an, zeitweise auf über 300 Mitglieder. 1529 wurde die Satzung erlassen, dass jedes Mitglied des Grossen Rates innerhalb des Stadtbanns ein eigenes Haus besitzen soll, Söhne im Haus ihrer Väter hatten innerhalb eines Jahres eigenen Hausbesitz zu erlangen. Unehelich Geborene durften ab 1557 nicht mehr Einsitz im Rat nehmen. Die 1643 neu geschaffenen Einwohnerkategorien der Ewigen Einwohner (Habitanten) und Hintersässen konnten nicht in den Rat gewählt werden. Ab 1683 waren auch ledige Männer nach zurückgelegtem 29. Altersjahr wählbar. Während «Burger» im Mittelalter die gesamte Einwohnerschaft der Stadt bezeichnete, meinte der Begriff spätestens in der Neuzeit ausschliesslich die Mitglieder des Grossen Rats. Mit dem Ratsbeschluss vom 8. Mai 1682 erklärte sich der Grosse Rat als Souverän und entriss damit der Burgerschaft die Landesherrschaft. Die Zahl der wahlfähigen Geschlechter wurde durch die Kooptation zunehmend kleiner, was spätestens im 18. Jahrhundert in den nicht regierenden, im Bürgerrecht stehenden Familien zu Missmut führte (s. Henzi-Verschwörung). 1790 wurde beschlossen, dass die Mindestzahl der im Grossen Rat vertretenen Geschlechter 76 betragen soll. Die Wahlen fanden im späten 18. Jahrhundert nur noch alle zehn Jahre oder wenn die Anzahl Grossräte unter 200 gefallen war, statt. Dies führte dazu, dass Resignationen (Rücktritte) älterer Ratsmitglieder erkauft wurden.

## Kleiner Rat
Ein Rat ist erstmals 1224 belegt, 1249 ist von zwei Räten die Rede. Der Rat, seit 1294 zur Abgrenzung vom Grossen Rat als Kleiner Rat bezeichnet, bildete die Regierung, die Machtzentrale Berns. Der Kleine Rat beriet seit 1526 die Geschäfte des Grossen Rats vor.

## Sechzehner
Die Sechzehner hatten bei den Ergänzungswahlen des Grossen Rats das Nominationsrecht. Sechzehner konnte nur werden, wer innerhalb des Stadtbanns getauft war. Jede Gesellschaft (Zunft) Berns stellte einen Sechzehner, die Vennergesellschaften je zwei. Die Gesellschaften zu Ober-Gerwern und zu Mittellöwen teilten sich das Recht auf die zwei Sechzehner. Zwei Jahre hintereinander stellte Ober-Gerwern beide Sechzehner, im dritten Jahr stand Mittellöwen einer der beiden Sechzehner zu. Gemeinsam mit den Mitgliedern des Kleinen Rats nahmen die Sechzehner am Gründonnerstag die Nominationen für den Grossen Rat vor.

## Schultheiss

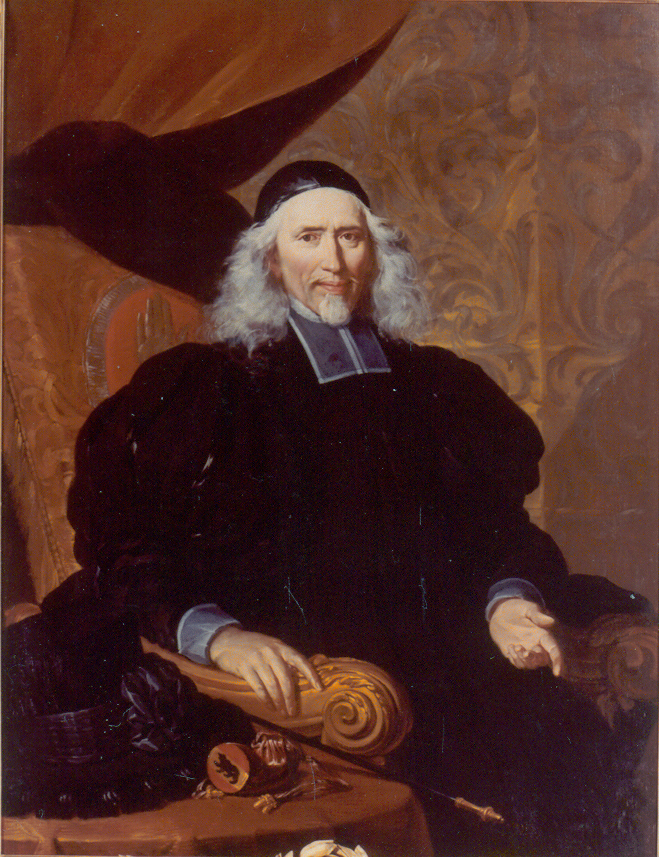
Johann Rudolf Sinner, Porträt von Johann Rudolf Huber (1704)

In den Anfängen Berns setzte der Stadtherr als Stellvertreter einen Schultheissen (scultetus, causidicus) ein. Eine Urkunde von 1223 nennt mit Rodolfus de Crohtal […] causidicus erstmals einen bernischen Schultheissen. Nach dem Tod Berchtolds V. im Jahr 1218 fiel die Stadt Bern, weil auf Königsland errichtet, dem König anheim. Von nun an setzte der römisch-deutsche König den Schultheissen oder Reichsvogt ein, später möglicherweise auch Peter von Savoyen, der Schirmherr (defensor) Berns. Mit der 1218 datierten, möglicherweise aber erst später ausgefertigten Goldenen Handfeste erhielt der bernische Rat das Recht, den Schultheissen aus seiner Mitte zu wählen. Es ist jedoch davon auszugehen, dass Bern im 13. Jahrhundert um dieses Recht zu ringen hatte. Noch 1244 und 1255 werden Reichsvögte und Reichsdelegierte in den Quellen erwähnt. Eine Wahl des Schultheissen durch den Rat (mit Bestätigung durch den König) dürfte sich erst in der zweiten Hälfte des 13. Jahrhunderts durchgesetzt haben. Von diesem Moment an war der regierende Schultheiss Oberhaupt der Stadt und zunehmend auch von den erworbenen Territorien. Die Nomination des Schultheissen erfolgte seit der frühen Neuzeit  durch die vier Venner mit einem Dreiervorschlag. Bis 1636 wurde der Schultheiss mit offenem Handmehr gewählt, danach mittels Ballotten.

## Seckelmeister
Der Seckelmeister war der höchste Finanzbeamte der Stadt Bern. Erster quellenmässig bekannter Seckelmeister war Konrad vom Holz. Die Seckelmeister legten jeweils am Stephanstag die Rechnung ab. Ab 1536 wurde zwischen dem Deutschseckelmeister und dem Welschseckelmeister unterschieden. Der Welschseckelmeister war für die Finanzverwaltung der 1536 eroberten Waadt zuständig. Die Seckelschreiberei (Finanzverwaltung) stand unter der Leitung des Seckelmeisters.

## Venner
Die vier Venner waren ursprünglich die Viertelsmeister und Bannerträger Berns. Sie waren für die Harnischschau, die Steuererhebung, Marktaufsicht und Feuerwehr zuständig. Die Handwerke der Pfister (Bäcker), Schmiede, Metzger und Gerber stellten seit dem frühen 15. Jahrhundert die vier Stadtvenner. Die Vennerhandwerke teilten sich im Mittelalter in mehrere Stuben oder Gesellschaften (z. B. Oberpfistern und Niederpfistern). In der frühen Neuzeit (bis 1798) stellten folgende Gesellschaften die Venner: Pfistern, Schmieden, Metzgern, Ober-Gerwern und Mittellöwen (letztere beide gemeinsam). Nebst den städtischen Aufgaben waren die vier Venner für die Verwaltung der Landgerichte Sternenberg (Schmieden), Seftigen (Pfistern), Konolfingen (Metzgern) und Zollikofen (Gerwern) zuständig.

## Ämter und Dienste

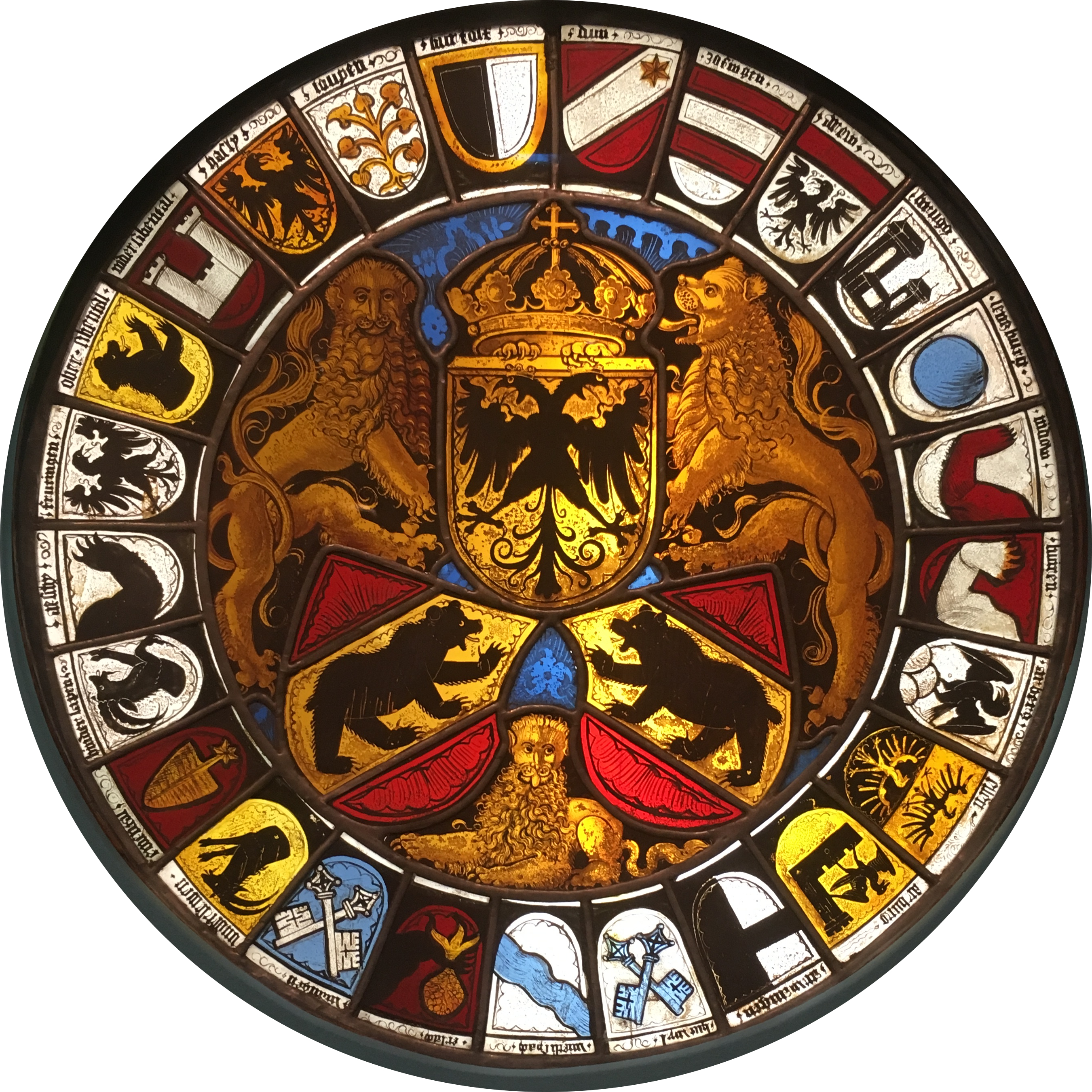
Ämterscheibe mit den Wappen der bernischen Landvogteien, von Urs Werder (um 1495)

Als «Ämter und Dienste» wurden die Verwaltungspositionen bezeichnet, welche ausschliesslich durch Mitglieder des Grossen Rats besetzt wurden. Hauptsächlich waren dies die Stellen als Landvogt, daneben auch Ämter in der Stadt wie der Bauherr von Burgern, der Salzdirektor von Burgern, der Mushafenschaffner, der Stiftschaffner oder der Spitalmeister. Die Ämter und Dienste wurden alle sechs Jahre neu bestellt. Die Wahl erfolgte durch den Grossen Rat. Mit der Losordnung von 1710 wurden die Ämter und Dienste in vier Einkommensklassen eingeteilt und jeweils ausgelost.

## Kanzlei

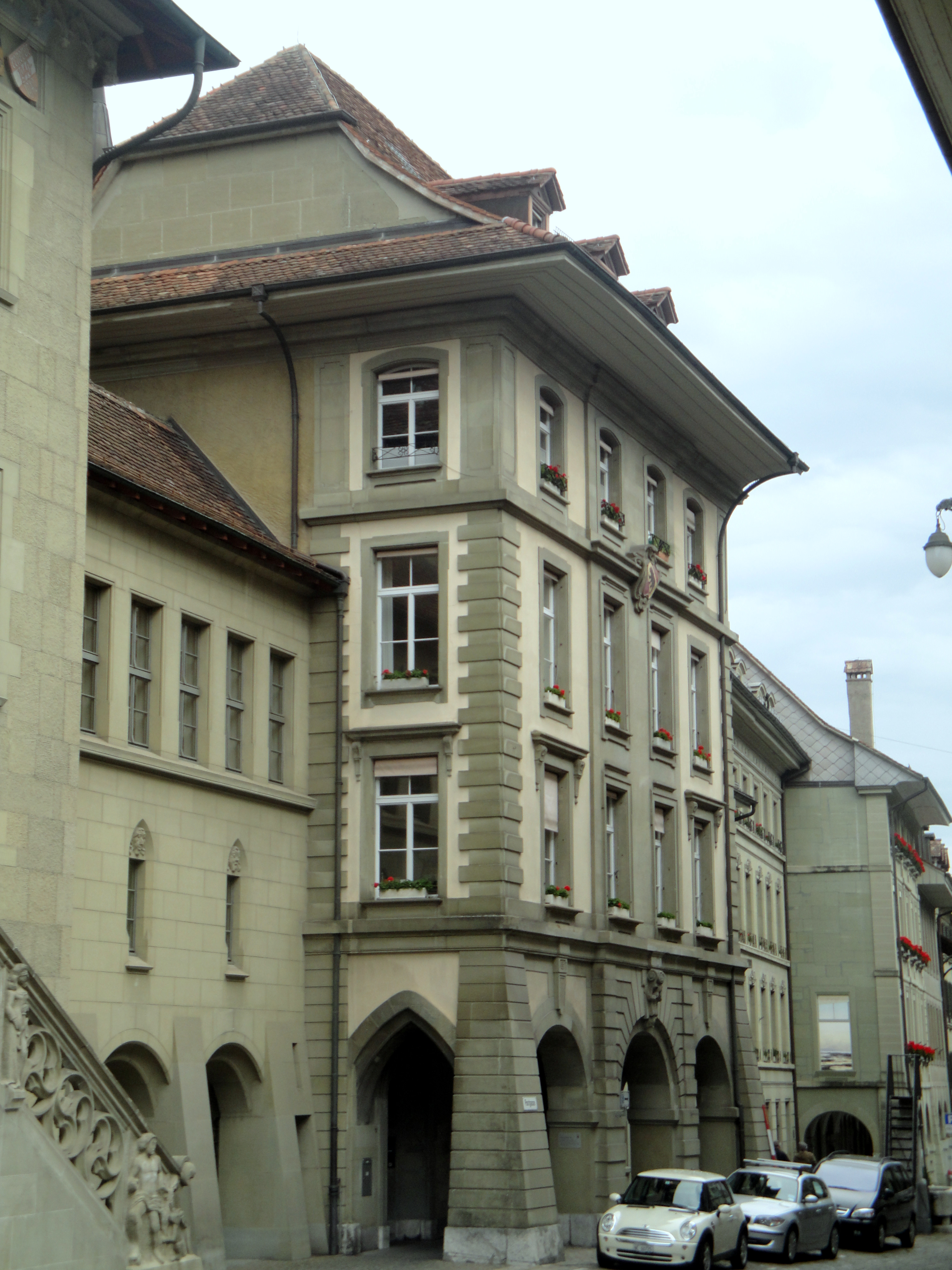
Staatskanzlei in Bern (2011)

Die bernische Kanzlei wurde durch den Stadtschreiber geleitet. Der erste quellenmässig bekannte Stadtschreiber Berns war Burchardus, notarius bernensis. Ulrich von Gysenstein wird 1312 als Stettschriber bezeichnet. Der Stadtschreiber hatte seine Wohnung nach der Reformation im Kanzleigebäude neben dem Rathaus. Er bewahrte die städtischen Urkunden auf, führte die obrigkeitlichen Korrespondenzen und schrieb das Protokoll des Kleinen Rates, abwechslungsweise mit dem Ratschreiber und dem Unterschreiber. In der frühen Neuzeit musste der Stadtschreiber dem Grossen Rat angehören, seit dem 18. Jahrhundert war die Amtszeit auf zwölf Jahre beschränkt. Ungefähr ab der Mitte des 18. Jahrhunderts wurde der Stadtschreiber zunehmend als Staatsschreiber bezeichnet.